# Deep Throat III
Deep Throat III è un film pornografico del 1989 mai uscito nei cinema; il suo mercato ha avuto diffusione solo attraverso l'home video. Fu il seguito del film La vera gola profonda (Deep Throat)  distribuito inizialmente come Gola profonda, un film pornografico del 1972, interpretato da Linda Lovelace e diretto da Gerard Damiano. Deep Throat III non è mai stato doppiato in lingua italiana.